# Torneo de San José
El Torneo de San José, oficialmente SAP Open, fue un torneo oficial de tenis profesional que realizado en la localidad californiana de San José, Estados Unidos. Actualmente es un torneo masculino correspondiente la serie Asociación de Tenistas Profesionales (ATP), aunque el evento supo tener una rama femenina también.
El torneo comenzó en 1889 llamándose Pacific Coast Championships en la ciudad californiana de Monterrey. Es el segundo torneo más antiguo de los Estados Unidos, solo por detrás del US Open. Fue llevado a cabo también en el Berkeley Tennis Club en Berkeley y en el San Francisco Civic Center en San Francisco. A partir de 1994 se jugó en el HP Pavilion at San Jose.
El torneo fue propiedad de Silicon Valley Sports & Entertainment quien compró la mitad al extenista Barry MacKay cuando el torneo se mudó a San José y la otra mitad en 1995.
Se jugaba sobre pista dura y cubierta. Desde que comenzó la Era Abierta el torneo se jugó en carpeta sintética entre 1972 y 1992. El récord de victorias en el torneo es de los estadounidenses John McEnroe y Andre Agassi con cinco títulos cada uno. En este torneo, John McEnroe consiguió el récord del jugador más veterano en conseguir un título, cuando en el 2006 se adjudicó el torneo de dobles con 47 años.

## Resultados

### Individuales masculinos
| Año  | Campeón            | Finalista             | Resultado               | Ciudad        |
| 1889 | William H. Taylor  | Valentine J. Gadesden |                         | Monterey      |
| 1890 | William H. Taylor  | Charles R. Yates      | 6–4, 9–7, 6–0           | San Rafael    |
| 1891 | William H. Taylor  | Charles P. Hubbard    | 6–2, 6–1, 5–7, 6–3      | San Rafael    |
| 1892 | William H. Taylor  | Charles P. Hubbard    | 6–3, 6–3, 4–6, 5–7, 6–3 | San Rafael    |
| 1893 | Thomas A. Driscoll | Arthur Allen          | 6–3, 6–4, 6–3           | San Rafael    |
| 1894 | Samuel Hardy       | Thomas A. Driscoll    | 6–0, 6–3, 6–1           | San Rafael    |
| 1895 | Sumner Hardy       | San Hardy             | 6-3, 4-6, 8-6, 6-2      | San Rafael    |
| 1896 | Sumner Hardy       | George F. Whitney     | 6–2, 6–3, 6–2           | San Rafael    |
| 1922 | Bill Johnston      | Bill Tilden           | 7-5, 7-9, 6-1, 6-0      | Berkeley      |
| 1923 | Howard Kinsey      | Clarence Griffin      | 6-3, 7-6, 6-0           | Berkeley      |
| 1924 | Howard Kinsey      | Clarence Griffin      | 2-6, 5-7, 6-2, 7-5, 6-4 | Berkeley      |
| 1926 | Bill Johnston      | Clarence Griffin      |                         | Berkeley      |
| 1927 | Bill Johnston      | Clarence Griffin      | 6-2, 6-1, 6-3           | Berkeley      |
| 1930 | George Lott        | Keith Gledhill        | 6-3, 6-2, 6-1           | Berkeley      |
| 1931 | Ellsworth Vines    | Fred Perry            | 6-3, 21-19, 6-0         | San Francisco |
| 1932 | Fred Perry         | Bunny Austin          | 3-6, 6-4, 8-6, 6-1      | San Francisco |
| 1933 | Lester Stoefen     | Keith Gledhill        |                         | San Francisco |
| 1934 | Fred Perry         | Don Budge             | 3-6, 6-4, 7-5, 1-6, 7-5 | Berkeley      |
| 1935 | Don Budge          | Bobby Riggs           | 6-2, 6-0, 7-9, 6-4      | Berkeley      |
| 1936 | Don Budge          | Walter Senior         | 6-1, 6-0, 6-3           | Berkeley      |
| 1937 | Don Budge          | Bobby Riggs           | 4-6, 6-3, 6-2, 6-4      | Berkeley      |
| 1938 | Harry Hopman       | Jack Tidball          |                         | Berkeley      |
| 1939 | Bobby Riggs        | Frank Kovacs          | 6–3, 2–6, 6–4, 2–6, 7–5 | Berkeley      |
| 1940 | Bobby Riggs        | Frank Kovacs          | 6-4, 2-6, 6-2           | Berkeley      |
| 1941 | Frank Kovacs       | Bobby Riggs           | 6-2, 6-2, 6-1           | Berkeley      |
| 1942 | Tom Brown          | William Canning Jr.   | 6–3, 7–5, 6–0           | San Francisco |
| 1943 | Jack Jossi         | P. Morley Lewis       | 6–4, 6–4, 6–2           | San Francisco |
| 1944 | Lt. Edwin Amark    | Morey Lewis           | 6-4, 6-4, 6-2           | San Francisco |
| 1945 | Pfc. Tom Brown     | Harry Likas           | 6-2, 2-6, 6-3           | San Francisco |
| 1946 | Jack Kramer        | Eddie Moylan          | 7-5, 4-6, 7-5, 6-3      | San Francisco |
| 1947 | Jack Kramer        | Tom Brown             | 6–2, 8–6                | San Francisco |
| 1948 | Ted Schroeder      |                       |                         | San Francisco |
| 1949 | Ted Schroeder      | Eric Sturgess         | 6-1, 6-3, 6-1           | Berkeley      |
| 1950 | Arthur Larsen      | Herbert Flam          | 4–6, 6–3, 6–3, 6–2      | Berkeley      |
| 1951 | Ted Schroeder      | Vic Seixas            | 6-4, 6-4, 6-2           | Berkeley      |
| 1952 | Dick Savitt        | Art Larsen            | 10-8, 6-3, 6-4          | Berkeley      |
| 1953 | Tony Trabert       | Vic Seixas            | 7-5, 6-3, 6-2           | Berkeley      |
| 1954 | Tony Trabert       | Vic Seixas            | 6-3, 6-4, 6-3           | Berkeley      |
| 1955 | Tony Trabert       | Vic Seixas            | 4-6, 6-3, 6-4, 7-5      | Berkeley      |
| 1956 | Ashley Cooper      | Luis Ayala            | 4-6, 6-3, 6-4, 6-4      | Berkeley      |
| 1957 | Sven Davidson      | Vic Seixas            | 7-5, 0-6, 6-1, 6-4      | Berkeley      |
| 1958 | Budge Patty        | Mike Davies           |                         | Berkeley      |
| 1959 | Barry MacKay       | Ramanathan Krishnan   | 7-5, 6-4, 1-6, 6-2      | Berkeley      |
| 1960 | Barry MacKay       | Jack Douglas          | 6-3, 6-2, 6-4           | Berkeley      |
| 1961 | Antonio Palafox    | Jim McManus           | 7–5, 6–3                | Berkeley      |
| 1962 | Dennis Ralston     | Jan-Erik Lundquist    |                         | Berkeley      |
| 1963 | Rafael Osuna       | Whitney Reed          | 3-6, 6-4, 6-1, 6-1      | Berkeley      |
| 1964 | Manuel Santana     | Pierre Darmon         | 4-6, 7-5, 8-6, 7-5      | Berkeley      |
| 1965 | Marty Riessen      | Dennis Ralston        | 5-7, 3-6, 6-1, 6-4, 8-6 | Berkeley      |
| 1966 | Fred Stolle        | Charlie Pasarell      | 6-4, 2-6, 6-4           | Berkeley      |
| 1967 | Charlie Pasarell   | Cliff Richey          | 7–5, 8–6                | Berkeley      |
| 1968 | Stan Smith         | Jim McManus           | 10-8, 6-1, 6-1          | Berkeley      |
| 1969 | Stan Smith         | Cliff Richey          | 6-2, 6-3                | Berkeley      |
| 1970 | Arthur Ashe        | Cliff Richey          | 6-4, 6-2, 6-4           | Berkeley      |
| 1971 | Rod Laver          | Ken Rosewall          | 6-4, 6-4, 7-6           | Berkeley      |
| 1972 | Jimmy Connors      | Roscoe Tanner         | 6-2, 7-6                | Albany        |
| 1973 | Roy Emerson        | Björn Borg            | 5-7, 6-1, 6-4           | San Francisco |
| 1974 | Ross Case          | Arthur Ashe           | 6-3, 5-7, 6-4           | San Francisco |
| 1975 | Arthur Ashe        | Guillermo Vilas       | 6-0, 7-6(4)             | San Francisco |
| 1976 | Roscoe Tanner      | Brian Gottfried       | 4-6, 7-5, 6-1           | San Francisco |
| 1977 | Butch Walts        | Brian Gottfried       | 4-6, 6-3, 7-5           | San Francisco |
| 1978 | John McEnroe       | Dick Stockton         | 2-6, 7-6, 6-2           | San Francisco |
| 1979 | John McEnroe       | Peter Fleming         | 4-6, 7-5, 6-2           | San Francisco |
| 1980 | Gene Mayer         | Eliot Teltscher       | 6-2, 2-6, 6-1           | San Francisco |
| 1981 | Eliot Teltscher    | Brian Teacher         | 6-3, 7-6                | San Francisco |
| 1982 | John McEnroe       | Jimmy Connors         | 6-1, 6-3                | San Francisco |
| 1983 | Ivan Lendl         | John McEnroe          | 3-6, 7-6, 6-4           | San Francisco |
| 1984 | John McEnroe       | Brad Gilbert          | 6-4, 6-4                | San Francisco |
| 1985 | Stefan Edberg      | Johan Kriek           | 6-4, 6-2                | San Francisco |
| 1986 | John McEnroe       | Jimmy Connors         | 7-6, 6-3                | San Francisco |
| 1987 | Peter Lundgren     | Jim Pugh              | 6-1, 7-5                | San Francisco |
| 1988 | Michael Chang      | Johan Kriek           | 6-2, 6-3                | San Francisco |
| 1989 | Brad Gilbert       | Anders Jarryd         | 7-5, 6-2                | San Francisco |
| 1990 | Andre Agassi       | Todd Witsken          | 6-1, 6-3                | San Francisco |
| 1991 | Darren Cahill      | Brad Gilbert          | 6-2, 3-6, 6-4           | San Francisco |
| 1992 | Michael Chang      | Jim Courier           | 6-3, 6-3                | San Francisco |
| 1993 | Andre Agassi       | Brad Gilbert          | 6-2, 6-7(4), 6-2        | San Francisco |
| 1994 | Renzo Furlan       | Michael Chang         | 3-6, 6-3, 7-5           | San José      |
| 1995 | Andre Agassi       | Michael Chang         | 6-2, 1-6, 6-3           | San José      |
| 1996 | Pete Sampras       | Andre Agassi          | 6-2, 6-3                | San José      |
| 1997 | Pete Sampras       | Greg Rusedski         | 3-6, 5-0 y ret.         | San José      |
| 1998 | Andre Agassi       | Pete Sampras          | 6-2, 6-4                | San José      |
| 1999 | Mark Philippoussis | Cecil Mamiit          | 6-3, 6-2                | San José      |
| 2000 | Mark Philippoussis | Mikael Tillström      | 7-5, 4-6, 6-3           | San José      |
| 2001 | Greg Rusedski      | Andre Agassi          | 6-3, 6-4                | San José      |
| 2002 | Lleyton Hewitt     | Andre Agassi          | 4-6, 7-6(6), 7-6(4)     | San José      |
| 2003 | Andre Agassi       | Davide Sanguinetti    | 6-3, 6-1                | San José      |
| 2004 | Andy Roddick       | Mardy Fish            | 7-6(13), 6-4            | San José      |
| 2005 | Andy Roddick       | Cyril Saulnier        | 6-0, 6-4                | San José      |
| 2006 | Andy Murray        | Lleyton Hewitt        | 2-6, 6-1, 7-6(3)        | San José      |
| 2007 | Andy Murray        | Ivo Karlović          | 6-7(3), 6-4, 7-6(2)     | San José      |
| 2008 | Andy Roddick       | Radek Štěpánek        | 6-4, 7-5                | San José      |
| 2009 | Radek Štěpánek     | Mardy Fish            | 3-6, 6-4, 6-2           | San José      |
| 2010 | Fernando Verdasco  | Andy Roddick          | 3-6, 6-4, 6-4           | San José      |
| 2011 | Milos Raonic       | Fernando Verdasco     | 7-6(6), 7-6(5)          | San José      |
| 2012 | Milos Raonic       | Denis Istomin         | 7-6(3), 6-2             | San José      |
| 2013 | Milos Raonic       | Tommy Haas            | 6-4, 6-3                | San José      |

### Dobles masculinos
| Año  | Campeones                             | Finalistas                            | Resultado               | Lugar         |
| 1924 | Howard Kinsey & Clarence Griffin      | Roberts & Fottrels                    | default                 | Berkeley      |
| 1930 | Wilmer Allison & John Van Ryn         | Cranston Holman & Gerald Stratford    | 7-5, 6-3, 6-0           | Berkeley      |
| 1931 | Lester Stoeffen & Sidney Wood         | Hughes & Fred Perry                   | 6-4, 6-4, 6-3           | San Francisco |
| 1932 | Phil Neer & Ed Levy                   | Jiro Satoh & Takao Kuwabara           | 6-1, 6-1, 0-6, 1-6, 6-3 | San Francisco |
| 1933 | Gerald Stratford & Phil Neer          | Joe Coughlin & Lester Stoefen         | 6-2, 6-3, 6-4           | San Francisco |
| 1934 | Don Budge & Gene Mako                 | Gerald Statford & Phil Neer           | 6-3, 8-6, 3-6, 6-1      | Berkeley      |
| 1935 | Don Budge & Gene Smith                | Wayne Sabin & Howard Blethn           | 6-2, 6-3, 7-5           | Berkeley      |
| 1936 | Don Budge & Henry Culley              | Wayne Sabin & Elwood Cooke            | 6-4, 9-7, 6-3           | Berkeley      |
| 1938 | Harry Hopman & Leonard Schwartz       | John Bromwich & Adrian Quist          | 7-5, 2-6, 6-1, 6-0      | Berkeley      |
| 1944 | Gerald Stratford & Howard Blethen     | Sgt. Jack Gurley & Nick Carter        | 5-7, 8-6, 6-4           | San Francisco |
| 1945 | Pfc. Tom Brown & Harry Buttimer       | Edwin Amark & Capt. Myron McNamara    | 8-1, 6-3, 6-4           | San Francisco |
| 1946 | Jack Kramer & Bob Falkenburg          | Seymour Greenberg & Lennart Bergelin  | 6-3, 6-3, 9-7           | San Francisco |
| 1949 | Ted Schroeder & Eric Sturgess         | Jaroslav Drobný & Vladimir Cernik     | 6-3, 4-6, 7-9, 6-4      | Berkeley      |
| 1951 | Ted Schroeder & Budge Patty           | Vic Seixas & Hamilton Richardson      | 5-7, 6-3, 6-2, 7-5      | Berkeley      |
| 1952 | Dick Savitt & Vic Seixas              | Art Larsen & Noel Brown               | 2-6, 6-4, 2-6, 6-2, 7-5 | Berkeley      |
| 1953 | Tony Trabert & Vic Sexias             | Enrique Morea & Hugh Stewart          | 6-4, 6-2, 6-4           | Berkeley      |
| 1955 | Tony Trabert & Vic Sexias             | Enrique Morea & Roger Becker          | 6-3, 6-4                | Berkeley      |
| 1956 | Sidney Schwartz & Hugh Stewart        | Luis Ayala & Ulf Schmidt              | 6-4, 3-6, 7-5           | Berkeley      |
| 1957 | Kurt Nielsen & Bob Howe               | Sven Davidson & Luis Ayala            | 4-6, 22-20, 6-3         | Berkeley      |
| 1959 | Noel Brown & Hugh Stewart             | Barry MacKay & Bill Quillian          | 6-4, 10-8, 1-6, 7-5     | Berkeley      |
| 1960 | Cliff Mayne & Hugh Ditzler            | Bill Crosby & Whitney Reed            | 5-7, 6-4, 6-4, 6-2      | Berkeley      |
| 1963 | Rafael Osuna & Antonio Palafox        | Bill Bond & Tom Edlefsen              | 4-6, 6-4, 6-4, 6-4      | Berkeley      |
| 1967 | Martin Riessen & Clark Graebner       | Bob Hewitt & Ray Moor                 | 6-4, 12-10              | Berkeley      |
| 1969 | Stan Smith & Thomaz Koch              | Terry Addison & Ray Keldie            | 6-1, 6-3                | Berkeley      |
| 1970 | Bob Lutz & Stan Smith                 | Roy Barth & Tom Gorman                | 6-2, 7-5, 4-6, 6-2      | Berkeley      |
| 1971 | Roy Emerson & Rod Laver               | Ken Rosewall & Fred Stolle            | 6-3, 6-3                | Berkeley      |
| 1972 | Bob Hewitt & Frew McMillan            | Ove Nils Bengtson & Björn Borg        | 6-4, 6-2                | Albany        |
| 1973 | Roy Emerson & Stan Smith              | Ove Nils Bengtson & Jim McManus       | 6-2, 6-1                | San Francisco |
| 1974 | Bob Lutz & Stan Smith                 | John Alexander & Syd Ball             | 7-5, 6-7(5-7), 6-4      | San Francisco |
| 1975 | Fred McNair & Sherwood Stewart        | Allan Stone & Kim Warwick             | 6-2, 7-6(7-3)           | San Francisco |
| 1976 | Dick Stockton & Roscoe Tanner         | Brian Gottfried & Bob Hewitt          | 6-3, 6-4                | San Francisco |
| 1977 | Marty Riessen & Dick Stockton         | Fred McNair & Sherwood Stewart        | 6-4, 1-6, 6-4           | San Francisco |
| 1978 | Peter Fleming & John McEnroe          | Bob Lutz & Stan Smith                 | 5-7, 6-4, 6-4           | San Francisco |
| 1979 | Peter Fleming & John McEnroe          | Wojtek Fibak & Frew McMillan          | 6-2, 6-3                | San Francisco |
| 1980 | Peter Fleming & John McEnroe          | Gene Mayer & Sandy Mayer              | 6-4, 6-3,               | San Francisco |
| 1981 | Peter Fleming & John McEnroe          | Mark Edmondson & Sherwood Stewart     | 6-2, 6-2                | San Francisco |
| 1982 | Fritz Buehning & Brian Teacher        | Martin Davis & Chris Dunk             | 6-7(5-7), 6-2, 7-5      | San Francisco |
| 1983 | Peter Fleming & John McEnroe          | Ivan Lendl & Vincent Van Patten       | 6-1, 6-2                | San Francisco |
| 1984 | Peter Fleming & John McEnroe          | Mike De Palmer & Sammy Giammalva Jr.  | 6-3, 6-4                | San Francisco |
| 1985 | Paul Annacone & Christo Van Rensburg  | Brad Gilbert & Sandy Mayer            | 3-6, 6-3, 6-4           | San Francisco |
| 1986 | Peter Fleming & John McEnroe          | Mike De Palmer & Gary Donnelly        | 6-4, 7-6                | San Francisco |
| 1987 | Jim Grabb & Patrick McEnroe           | Glenn Layendecker & Todd Witsken      | 6-2, 0-6, 6-4           | San Francisco |
| 1988 | John McEnroe & Mark Woodforde         | Rick Leach & Jim Pugh                 | 6-4, 7-6                | San Francisco |
| 1989 | Pieter Aldrich & Danie Visser         | Paul Annacone & Christo Van Rensburg  | 6-4, 6-3                | San Francisco |
| 1990 | Kelly Jones & Robert Van't Hof        | Glenn Layendecker & Richey Reneberg   | 2-6, 7-6, 6-3           | San Francisco |
| 1991 | Wally Masur & Jason Stoltenberg       | Ronnie Bathman & Rikard Bergh         | 4-6, 7-6, 6-4           | San Francisco |
| 1992 | Jim Grabb & Richey Reneberg           | Pieter Aldrich & Danie Visser         | 6-4, 7-5                | San Francisco |
| 1993 | Scott Davis & Jacco Eltingh           | Patrick McEnroe & Jonathan Stark      | 6-1, 4-6, 7-5           | San Francisco |
| 1994 | Rick Leach & Jared Palmer             | Byron Black & Jonathan Stark          | 4-6, 6-4, 6-4           | San José      |
| 1995 | Jim Grabb & Patrick McEnroe           | Alex O'Brien & Sandon Stolle          | 3-6, 7-5, 6-0           | San José      |
| 1996 | Trevor Kronemann & David Macpherson   | Richey Reneberg & Jonathan Stark      | 6-4, 3-6, 6-3           | San José      |
| 1997 | Brian MacPhie & Gary Muller           | Mark Knowles & Daniel Nestor          | 4-6, 7-6, 7-5           | San José      |
| 1998 | Todd Woodbridge & Mark Woodforde      | Nelson Aerts & André Sá               | 6-1, 7-5                | San José      |
| 1999 | Todd Woodbridge & Mark Woodforde      | Aleksandar Kitinov & Nenad Zimonjić   | 7-5, 6-7(3-7), 6-4      | San José      |
| 2000 | Jan-Michael Gambill & Scott Humphries | Lucas Arnold Ker & Eric Taino         | 6-1, 6-4                | San José      |
| 2001 | Mark Knowles & Brian MacPhie          | Jan-Michael Gambill & Jonathan Stark  | 6-3, 7-6(7-4)           | San José      |
| 2002 | Wayne Black & Kevin Ullyett           | John-Laffnie de Jager & Robbie Koenig | 6-3, 4-6, 10-5          | San José      |
| 2003 | Hyung-Taik Lee & Vladímir Volchkov    | Paul Goldstein & Robert Kendrick      | 7-5, 4-6, 6-3           | San José      |
| 2004 | James Blake & Mardy Fish              | Rick Leach & Brian MacPhie            | 6-2, 7-5                | San José      |
| 2005 | Wayne Arthurs & Paul Hanley           | Yves Allegro & Michael Kohlmann       | 7-6(7-4), 6-4           | San José      |
| 2006 | John McEnroe & Jonas Björkman         | Paul Goldstein & Jim Thomas           | 7-6(7-2) 4-6 10-7       | San José      |
| 2007 | Eric Butorac & Jamie Murray           | Chris Haggard & Rainer Schüttler      | 7-5, 7-6(8-6)           | San José      |
| 2008 | Scott Lipsky & David Martin           | Bob Bryan & Mike Bryan                | 7-6(7-4) 7-5            | San José      |
| 2009 | Tommy Haas & Radek Štěpánek           | Rohan Bopanna & Jarkko Nieminen       | 6-2, 6-3                | San José      |
| 2010 | Mardy Fish & Sam Querrey              | Benjamin Becker & Leonardo Mayer      | 7-6(3), 7-5             | San José      |
| 2011 | Scott Lipsky & Rajeev Ram             | Alejandro Falla & Xavier Malisse      | 6–4, 4–6, [10–8]        | San José      |
| 2012 | Mark Knowles & Xavier Malisse         | Kevin Anderson & Frank Moser          | 6-4, 1-6, 10-5          | San José      |
| 2013 | Xavier Malisse & Frank Moser          | Lleyton Hewitt & Marinko Matosevic    | 6-0, 6-7(5), [10-4]     | San José      |

### Individuales mujeres
| Year         | Campeón                          | Finalista            | Resultado       | Lugar         |
| ------------ | -------------------------------- | -------------------- | --------------- | ------------- |
| 1921 or 1922 | Helen Wills                      |                      |                 |               |
| 1922 or 1923 | Helen Wills                      |                      |                 |               |
| 1924         | Charlotte Hosmer                 | Avery Fillett        | 8-6, 2-6, 6-3   | Berkeley      |
| 1926         | Helen Jacobs                     | Helen Baker          | 3-6, 6-4, 6-0   | Berkeley      |
| 1930         | Helen Wills Moody                | L.A. Harper          | 6-3, 6-1        | Berkeley      |
| 1932         | Alice Marble                     |                      |                 | San Francisco |
| 1933         | Alice Marble                     | Dorothy Round        | 6-4, 6-1        | San Francisco |
| 1934         | Katherine Stammers               | Freda James          | 3-6, 6-4, 6-3   | Berkeley      |
| 1935         | Ethel Arnold                     | Carolyn Babcock      | 6-3, 6-3        | Berkeley      |
| 1936         | Margaret Osborne                 | Virginia Wolfenden   | 0-6, 6-1, 6-3   | Berkeley      |
| 1937         | Anita Lizana                     | Margot Lumb          | 6-2, 6-2        | Berkeley      |
| 1938         | Rene Mathieu                     | Nancye Wynne         | 6-1, 6-0        | Berkeley      |
| 1939         | Virginia Wolfenden               | Helen Jacobs         | 6-4, 6-2        | Berkeley      |
| 1944         | Margaret Osborne                 | Louise Brough        | 8-6, 3-6, 8-6   | San Francisco |
| 1945         | Pauline Betz                     | Margaret Osborne     | 6-2, 7-5        | San Francisco |
| 1946         | Margaret Osborne                 | Barber Krase         | 6-4, 6-1        | San Francisco |
| 1949         | Doris Hart                       | Dorothy Head         | 6-3, 6-4        | Berkeley      |
| 1950         | Dorothy Head                     |                      |                 | Berkeley      |
| 1951         | Dorothy Head                     | Anita Kanter         | 4-6, 13-11, 6-0 | Berkeley      |
| 1952         | Shirley Fry                      | Thelma Long          | 7-9, 6-2, 6-4   | Berkeley      |
| 1953         | Maureen Connolly                 | Shirley Fry          | 6-0, 9-7        | Berkeley      |
| 1954         | Virginia Wolfenden Kovacs        | Anne Shilcock        | 9-7, 6-1        | Berkeley      |
| 1955         | Angela Mortimer                  | Shirley Bloomer      | 4-6, 6-3, 6-4   | Berkeley      |
| 1956         | Shirley Bloomer                  | Dorothy Bundy Cheney | 6-0, 6-1        | Berkeley      |
| 1957         | Althea Gibson                    | Louise Brough        | 6-4, 6-3        | Berkeley      |
| 1958         | Darlene Hard v. Christine Truman |                      |                 | Berkeley      |
| 1959         | Dorothy Head Knode               | Ann Haydon           | 7-5,6-4         | Berkeley      |
| 1960         | Darlene Hard                     | Ann Haydon           | 6-2, 6-3        | Berkeley      |
| 1961         | Darlene Hard                     | Ann Haydon           | 3-6, 7-5, 6-3   | Berkeley      |
| 1962         | Darlene Hard v. Rita Bentley     |                      |                 | Berkeley      |
| 1963         | Darlene Hard                     | Maria Bueno          | 6-3, 6-3        | Berkeley      |
| 1965         | Judy Tegart                      | Rosemary Casals      | 6-4, 3-6, 7-5   | Berkeley      |
| 1966         | Maria Bueno                      | Rosemary Casals      | 6-4, 2-6, 6-1   | Berkeley      |
| 1967         | Francoise Durr                   | Carole Graebner      | 6-4, 6-3        | Berkeley      |
| 1968         | Margaret Court                   | Maria Bueno          | 6-4, 7-5        | Berkeley      |
| 1969         | Margaret Court                   | Winnie Shaw          | 6-5, 5-7, 6-0   | Berkeley      |

## Otros torneos en San José
La ciudad de San José fue también sede de un torneo profesional de tenis masculino entre los años 1977 y 1979. El torneo se disputó sobre canchas de carpeta cubiertas en 1978-1979 y en canchas duras abiertas en 1977.
| Año  | Campeón      | Finalista      | Resultado      | Superficie      |
| 1979 | John McEnroe | Peter Fleming  | 7-6, 7-6       | Carpeta Indoors |
| 1978 | Arthur Ashe  | Bernard Mitton | 6-7, 6-1, 6-2  | Carpeta Indoors |
| 1977 | Jiri Hrebec  | Sandy Mayer    | 10-8, 6-1, 6-1 | Dura            |